# Dereköy, Ondokuzmayıs
Dereköy là một thị trấn thuộc huyện Ondokuzmayıs, tỉnh Samsun, Thổ Nhĩ Kỳ. Dân số thời điểm năm 2010 là 3.131 người.